# Prawo rycerskie
Prawo rycerskie (łac. ius militare, niem. Ritterrecht) – w średniowiecznej Polsce, Niemczech, Prusach, Inflantach zbiór odrębnych praw i obowiązków stanu rycerskiego.

## Polska
Rozwój prawa rycerskiego w Polsce umiejscawiany jest w wieku XIII, choć jego początki można znaleźć już we wczesnym średniowieczu. Opierało się ono na szczególnej formie własności ziemskiej ("dobra na prawie rycerskim")), przyznanej przez władcę rycerzom (włodykom) i obciążonej obowiązkiem świadczenia posług wojskowych. Z tym wiązały się dodatkowe uprawnienia, przywileje i obowiązki związane z dzierżenia tych dóbr. Było to prawo zwyczajowe, potwierdzane przywilejami władców. Prawo rycerskie i związane z nim uprawnienia nie były jednolite dla całego stanu, lecz były przyznawane w drodze przywilejów i immunitetów indywidualnych związanych z danymi dobrami.
Dobra na prawie rycerskim były dziedziczone zarówno w linii prostej jak i bocznej. Od przełomu XIII i XIV w. w razie braku męskich spadkobierców mogły być dziedziczone również przez kobiety. Tym samym dóbr tych nie obejmowało prawo kaduka, co pozwalało na zwiększanie posiadłości rodowych szlachty i ograniczanie domeny królewskiej.
Do uprawnień związanych z prawem rycerskich należały:
1. uprawnienia związane ze świadczeniem posług wojskowych, w tym: 
  1. prawo do wykupu przez władcę w razie popadnięcia w niewolę,
  2. prawo do odszkodowania za straty poniesione w czasie wyprawy wojennej,
  3. prawo żądania wynagrodzenia za wyprawę za granicę kraju,
2. uprawnienia w prawie małżeńskim - brak obowiązku ogłaszania zapowiedzi przed ślubem,
3. uprawnienia procesowe - m.in. prawo nieodpowiednie (ius non responsivum) - wyłączenie niektórych możnych i rycerzy spod sądownictwa kasztelańskiego i podleganie wyłącznie sądowi monarchy[4],
4. prawo wznoszenia grodów i warowni - przyznawane indywidualnie i rzadko[4],
5. wyższa główszczyzna (rycerski wergeld) za zabicie rycerza

Część mediewistów nie uznaje wszystkich tych uprawnień za prawo rycerskie, wyłączając z niego np. główszczyznę czy prawo nieodpowiednie.
Od XIV w. monarchowie wydawali przywileje stanowe potwierdzające uprawnienia związane z prawem rycerskim wobec wszystkich rycerzy i możnych danej ziemi, co doprowadziło do powstania stanu szlacheckiego obwarowanego przywilejami szlacheckimi.